# Крюкове (Лозівський район)
Крю́кове — село в Україні, у Лозівському районі Харківської області. Населення становить 61 осіб. Входить до складу Біляївської селищної громади.

## Географія
Село Крюкове знаходиться на березі безіменної пересихаючої річечки, яка через 6 км впадає в Краснопавлівське водосховище. На відстані 3 км проходять автомобільна дорога Т 2107 і залізниця, станція Роздольський.

## Історія
- 1721 — дата заснування.
- 12 червня 2020 року, відповідно до Розпорядження Кабінету Міністрів України  № 725-р «Про визначення адміністративних центрів та затвердження територій територіальних громад Харківської області», увійшло до складу Біляївської селищної громади[1].
- 19 липня 2020 року, в результаті адміністративно - територіальної реформи та ліквідації Первомайського району, село увійшло до складу Лозівського району Харківської області[2].

## Економіка
- Молочно-товарна ферма.

## Об'єкти соціальної сфери
- Школа.